# Subotica (Bośnia i Hercegowina)
Subotica (cyr. Суботица) – wieś w Bośni i Hercegowinie, w Republice Serbskiej, w mieście Banja Luka. W 2013 roku liczyła 62 mieszkańców.